# Alois Peyr
Alois Peyr (* 24. března 1935 Plzeň) je bývalý český politický vězeň, exulant a námořník. Po komunistickém převratu v roce 1948 se v padesátých letech dvakrát pokusil uprchnout z Československa, za což byl odsouzen k devítiletému trestu odnětí svobody. Nakonec se svou rodinou úspěšně emigroval v roce 1968.

## Životopis

### Mládí
Narodil se 24. března 1935 v Plzni. Otec byl telegrafní úředník. V mládí se Peyr s rodinou opakovaně stěhoval. V Sokolově vystudoval hornickou školu. Po jejím absolvování v roce 1952 chtěl ve vzdělávání pokračovat na Vysoké škole báňské v Duchcově, což mu z politických důvodů nebylo režimem umožněno. 

#### Protirežimní činnost a pokusy o emigraci
V rámci protirežimní činnosti pomáhal mimo jiné roznášet protirežimní letáky. V prosinci 1953 se pokusil se svým spolužákem Janem Kuhnem z Československa uprchnout. Při prvním neúspěšném pokusu, kdy společně chtěli uprchnout do Východního Německa, se jim podařilo české pohraniční stráži uprchnout, díky čemuž nakonec nebyli dopadeni. O útěk ze země se tak pokusili jen několik dní poté, přičemž tentokrát dopadeni byli. Z vazby nicméně byli po dvou týdnech propuštěni, protože Státní bezpečnost u nich nenalezla žádné protirežimní materiály. Oba zároveň uvedli, že si pouze spletli vlak, a při snaze dostat se zpět na nádraží v lese zabloudili.
Po neúspěšném útoku Peyr pokračoval v protirežimní činnosti. Na počátku roku 1954 se rozhodl společně s Kuhnem svoji protistátní činnost zradikalizovat. Již krátce po propuštění bylo jejich cílem odpálit sochu vojáka Rudé armády na sokolovském náměstí. Výbušniny se jim podařilo získat v nedalekých Jáchymovských dolech, kde krátce před činem pracovali. V brzkých ranních hodinách 19. března 1954 sochu odpálili, nicméně nebyla zničena celá, jak Peyr a Kuhn zamýšleli. Následná tlaková vlna zároveň poškodila řadu oken v domech na náměstí.
Po výbuchu se ze strachu z odhalení začali připravovat na další pokus o útěk ze země. Jejich cílem bylo podeplout řeku Labe ve skafandrech. Před cvičným ponorem, kterým chtěli funkčnost skafandru otestovat, ale byli 26. května 1954 zadrženi příslušníkem Sboru národní bezpečnosti. Po zadržení strávil Peyr pět měsíců ve vazbě, kde byl příslušníky Státní bezpečnosti při výsleších mučen. Díky přiznání Kuhna, který brutálním výslechům podlehl, zjistila Státní bezpečnost zpětně prakticky veškeré informace o jejich činnosti. Za trestné činy sdružování proti republice, obecné ohrožení, pokus o opuštění republiky, rozkrádání socialistického majetku a také snižování vážnosti prezidenta republiky byl Peyr odsouzen k devítiletému trestu odnětí svobody. Kuhn dostal trest o jeden rok nižší. Od roku 1954 tak pracoval v jáchymovských uranových dolech. V roce 1956 se zúčastnil vězeňské vzpoury. V roce 1958 Peyr napadl jednoho z pracovníků věznice na Borech, kam byl po účastni na vzpouře v roce 1956 převezen.

### Propuštění a emigrace
Propuštěn na svobodu byl v roce 1962. Zajímavostí je, že manželem jeho sestry se stal jeden z vyšetřovatelů, který jej při výsleších mučil. Do roku 1968 vykonával různé dělnické profese, ubytován byl u přátel, se kterými se seznámil při práci v uranových dolech. Krátce po invazi vojsk Varšavské smlouvy v roce 1968 Československo opustil a se svou rodinou emigroval přes Rakousko do Austrálie.
Po emigraci ze země se stal námořníkem.